# 轟川
轰川（日语：／）或图哈尔卡河（俄语：Река Тухарка）是萨哈林州幌筵岛的河，长36公里，流域面积154平方公里，注入乙前湾（图哈尔卡湾）。

## 引用
1. ↑  М·Г·瓦西科夫斯基. . 列宁格勒: 气象出版社. 1973 （俄语）.
2. ↑  . Verumwiki.   [2024-02-13]. （原始内容存档于2024-02-13） （俄语）.